# 拜寺口双塔
拜寺口双塔，位于中华人民共和国宁夏回族自治区银川市贺兰县境内的贺兰山的一处山坡台地上，东西间隔为100米。两座塔的具体建造时间没有记载，但可根据周围遗址痕迹和塔内出土文物断定为西夏时期的建筑。这两座塔在元朝和明朝曾经历过多次大修。1988年，拜寺口双塔被列为全国重点文物保护单位。

## 历史
拜寺口，原名“百寺口”，因此处曾有多达100余座的庙宇而得名。拜寺口双塔的建造时间并没有明文记载:80，但在根据双塔周围散落的大量与西夏王陵同风格的琉璃构件残块，以及宁夏地方史志的记载，可以确定此处在西夏年间曾经建有佛寺，这两座塔可以基本确定与佛寺同时期建造，并且同为西夏武烈皇帝李元昊的离宫建筑的组成部分。此后双塔周边相关的寺庙建筑在明代嘉靖年间已经被毁。明朝《万历朔方新志》当中，双塔为当地的重要地标建筑。清朝乾隆四年时，宁夏地区发生里氏8级大地震，但双塔并未被震倒，具体受损情况不得而知:45。1986年，宁夏文物部门曾经组织对双塔进行重修。在这次重修当中，考古队员发现塔身多处造像和砖结构并不符合西夏时期的风格，根据周边其他经过修缮的塔的情况判断，该塔在元代和明代曾经历过多次修缮，塔身基本上已经不再是西夏当年初建的原物:26。此外，在这次重修中在两座塔塔顶的中心柱上发现了西夏文和梵文的铭文，在对中心柱经过碳14测定之后确认均为西夏晚期所造:356。1988年，拜寺口双塔被列为全国重点文物保护单位。

## 结构
双塔位于贺兰山的一座名为拜寺口的山口北面的一处山坡台地上，距离银川老城区约50公里，周边三面环山:132。东塔高39米，西塔约高36米，整体结构大致相同，但外观上略有出入:80。

### 东塔

拜寺口双塔中的东塔

东塔使用砖为主要建筑材料，造型为八角十三称密檐式，每层均由塔身、塔檐、平座三部分构成。塔顶安装有仰莲瓣形塔刹座，上面承托有相轮，刹座下相对的两侧各有一个力士造像承托刹座。塔室圆形，塔的南侧均开有拱券门。整座塔共有13层，其中第一层壁面平素无饰，第二层至第十三层壁面及转角处皆有影塑彩绘装饰。每层的塔檐的下方每一面均有2个兽头图案的瓦当，在瓦当旁还有突出的木桩，是为装饰兽头身后的装饰的部件:26。每层之间架设有木楼板，楼板之间有木梯可以攀登至顶层:80。塔内只有第一层较高，其余层均比较低矮，整座东塔从底层到顶层整体收分较小:133，塔身外观呈直线椎体:80。

### 西塔

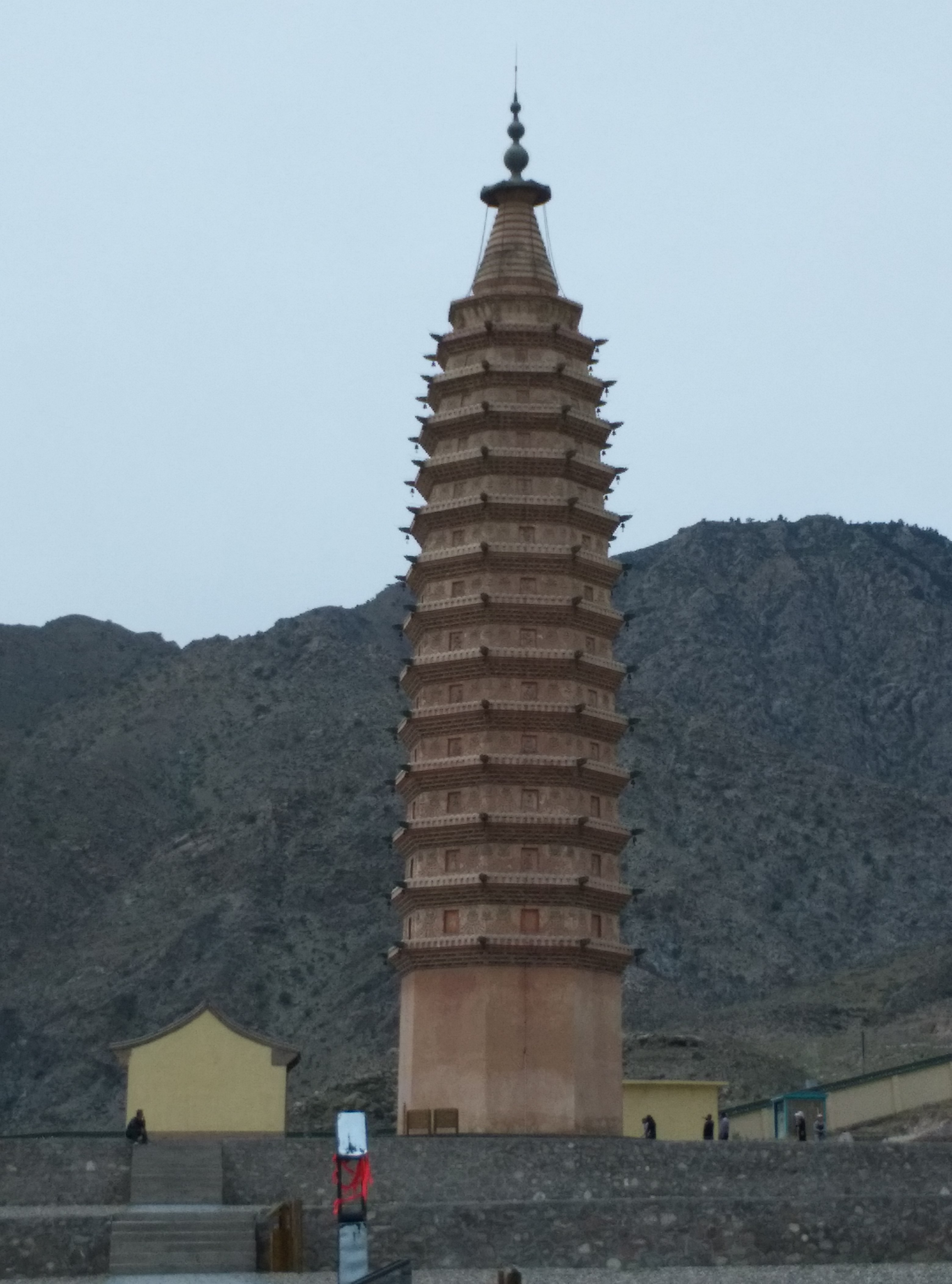
拜寺口双塔中的西塔

西塔在建造材料和外形上与东塔基本相同，但西塔共有14层:133，第一层塔身高6.24米，比较高大，约占塔身总高度的五分之一；出檐高1.12米。二层塔身为1.08米，往上依次略减，至第十三层塔身高仅0.74米。一层塔身面南开一门洞，较窄小，高1.5、宽0.5米。第二层之上每面腰檐下均有彩塑佛像及装饰图案。各层壁面中心置长方形浅佛龛，共计96座。在这些龛中，第二层的龛内造像已经无法还原；第三层的西北、西南、东南三面各存有1尊立僧；第四层东、东南、东北三面各存有1尊立僧；第五层和第六层的16座龛中各有一尊罗汉坐像，是为十六罗汉；第七层的8座龛内各有1尊护法金刚；第八层的8座龛内各有一尊化生童子；第九层的8座龛中各有一尊护法金刚；第十层和第十一层的16座龛中各有1尊供养菩萨；第十二层的8座龛内有七宝，东南方向的龛中为宝瓶；第十三层龛内塑有八吉祥。龛两侧为彩塑兽面，兽面口含流苏7串，呈八字形下垂，布满壁面。塔壁转角处有宝珠火焰、云托日月的彩塑图案。西塔正东面第十二层佛龛内右上侧写有西夏文。在第十层正东的平座上，放置着一个完整的绿色琉璃套兽。塔顶佛龛内置有一根六棱木质中心刹柱，直径约30厘米，刹柱上有墨书西夏文题记和梵文。从整体上看，西塔比东塔更加粗大，靠近塔顶的部分收分较大，外形更为圆润:80。

## 保护
1986年，由于塔身部分建筑构件严重老化，宁夏回族自治区文物部门对双塔进行了大规模修缮，修缮时间从当年的4月持续到当年10月。2003年，为了保护包括拜寺口双塔周边在内的贺兰山植被，宁夏回族自治区在贺兰山实行封山禁牧，在拜寺口附近居住的村民被悉数迁出并安置。2012年春节前，银川市文物局、宗教局、消防支队专门组织了对包括拜寺口双塔在内的多处文物古迹的消防检查工作。2014年，拜寺口双塔的修缮工作正式启动，相关的修缮规划已经得到了国家文物局的批复，并于当年完成了拜寺口双塔的防雷工程。

## 出土文物
1986年双塔在维修过程中，双塔的顶部发现了泥塑两面多臂欢喜佛1尊，头戴尖顶帽的藏传佛教铜坐佛1尊等文物，这两具造像具有典型的元代特征:26。此外塔内还发掘出了大朝通宝1枚，中统元宝交钞2张，以及西夏木桌1张:356，2幅绢质彩绘佛画（已残），1把木椅，1对木花瓶，2束绢纸花，3块印花绸。